# Hans Dürer
Hans Dürer né le 21 février 1490 et mort en 1538, est un peintre, illustrateur et graveur allemand. 

## Biographie
Fils d'Albrecht Dürer l'Ancien, il était le frère cadet d'Albrecht Dürer, et après lui, le plus talentueux de 17 frères et sœurs. La plupart des frères et sœurs sont morts dans l'enfance. Il était certain d'avoir été formé dans l'atelier de son frère déjà célèbre. Il est devenu le peintre de la cour du roi Sigismond Ier l'Ancien de Pologne. Il est allé vivre et travailler à Cracovie pendant un certain temps, comme de nombreux autres artistes de Nuremberg.